# World Archery Europe
World Archery Europe (WAE) is de Europese sportfederatie voor het boogschieten. De organisatie is aangesloten bij World Archery.

## Geschiedenis
De organisatie werd opgericht onder de benaming European & Mediterranean Archery Union (EMAU) op 17 april 1988 te Parijs. Oprichtende landen waren: België, Cyprus, Denemarken, Duitsland, Frankrijk, Griekenland, Groot-Brittannië, Israël, Joegoslavië, Luxemburg, Monaco, Nederland, Noorwegen, Polen, Portugal, Tsjecho-Slowakije, Turkije en Zwitserland. De organisatie richtte haar werkingsgebied op Europa en het Mediterrane gebied.
In 2008 waren er 48 landen aangesloten. Op 20 mei 2012 werd de organisatie omgevormd tot World Archery Europe (WAE).

## Organisatie
De WAE organiseert jaarlijks wedstrijden boogschieten. In de even jaren zijn dat de Europese outdoorkampioenschappen voor senioren, de Europese indoorkampioenschappen voor senioren en junioren en het 3D kampioenschap. In de oneven jaren zijn dat het Europese veldkampioenschappen  voor senioren en junioren, de Europese kampioenschappen outdoor voor junioren en het kampioenschap Ski-boogschieten. 

## Structuur

### Bestuur
Huidig voorzitter is de Italiaan Mario Scarzella en vice-voorzitters zijn de Rus Vladimir Esheev en de Turk Hakan Cakiroglu. Secretaris-generaal is de Italiaanse Alessandra Colasante. Het hoofdkantoor is gevestigd in Rome.
| Periode      | Voorzitter          |
| ------------ | ------------------- |
| 1988 - 1992  | François de Massary |
| 1992 - 1999  | Gino Mattielli      |
| 1999 - 2006  | Ugur Erdener        |
| 2006 - heden | Mario Scarzella     |

| Periode     | Vice-voorzitters                   |
| ----------- | ---------------------------------- |
| 1988 - 1992 | Raoul Theeuws Zbigiew Dominikowski |
| 1992 - 1996 | Klaus Rottger Henrik Larsen        |
| 1996 - 2000 | Ugur Erdener Klaus Lindau          |
| 2000 - 2014 | Klaus Lindau Vladimir Esheev       |
| 2014 - 2014 | Vladimir Esheev Hakan Cakriroglu   |

| Periode      | Secretaris-generaal  |
| ------------ | -------------------- |
| 1988 - 1992  | Patrick Monier       |
| 1992 - 2000  | Raoul Theeuws        |
| 2000 - 2018  | Marinella Pisciotti  |
| 2018 - heden | Alessandra Colasante |

### Congressen[2]
| Rang | Datum         | Locatie                |
| ---- | ------------- | ---------------------- |
| 1e   | 17 april 1988 | Parijs (Frankrijk)     |
| 2e   | 1 juli 1989   | Lausanne (Zwitserland) |
| 3e   | 25 juni 1992  | Valletta (Malta)       |
| 4e   | 1994          | Nymburk (Tsjechië)     |
| 5e   | 1996          | Mol (België)           |
| 6e   | 5 maart 1998  | Oldenburg (Duitsland)  |
| 7e   | 2 maart 2000  | Spała (Polen)          |
| 8e   | 13 maart 2002 | Ankara (Turkije)       |
| 9e   | 15 maart 2004 | Sassari (Italië)       |
| 10e  | 13 maart 2006 | Jaén (Spanje)          |

| Rang | Datum            | Locatie                          |
| ---- | ---------------- | -------------------------------- |
| 11e  | 12 maart 2008    | Vittel (Frankrijk)               |
| 12e  | 25 mei 2010      | Rovereto (Italië)                |
| 13e  | 20 mei 2012      | Amsterdam (Nederland)            |
| 14e  | 20 juli 2014     | Jerevan (Armenië)                |
| 15e  | 22 mei 2016      | Nottingham (Verenigd Koninkrijk) |
| 16e  | 26 augustus 2018 | Legnica (Polen)                  |